# Campionati europei di pattinaggio di figura 2018
I Campionati europei di pattinaggio di figura 2018 sono la 110ª edizione della competizione di pattinaggio di figura, valida per la stagione 2017-2018. In programma le gare di singolo maschile e femminile, coppie e danza su ghiaccio. Sono ammessi i pattinatori nati entro il 1º luglio 2002, provenienti da una nazione europea membro della International Skating Union.

## Numero di partecipanti per discipline
In base ai risultati del campionato europeo 2017, ogni nazione membro dell'ISU può schierare da 1 a 3 partecipanti.
| Posti                                            | Singolo maschile                                                  | Singolo femminile                                            | Coppie                                                | Danza su ghiaccio                 |
| ------------------------------------------------ | ----------------------------------------------------------------- | ------------------------------------------------------------ | ----------------------------------------------------- | --------------------------------- |
| 3                                                | Russia                                                            | Italia Russia                                                | Russia                                                | Francia Italia Russia             |
| 2                                                | Belgio Rep. Ceca Francia Georgia Germania Israele Lettonia Spagna | Belgio Finlandia Francia Germania Ungheria Slovacchia Svezia | Austria Bielorussia Rep. Ceca Francia Germania Italia | Danimarca Israele Polonia Ucraina |
| I paesi non in lista hanno un solo partecipante. |                                                                   |                                                              |                                                       |                                   |

## Medagliere
| Pos.   | Paese   | Oro | Argento | Bronzo | Totale |
| ------ | ------- | --- | ------- | ------ | ------ |
| 1      | Russia  | 2   | 4       | 3      | 9      |
| 2      | Francia | 1   | 0       | 0      | 2      |
| 2      | Spagna  | 1   | 0       | 0      | 1      |
| 4      | Italia  | 0   | 0       | 1      | 1      |
| Totale | Totale  | 4   | 4       | 4      | 12     |

## Risultati

### Singolo Maschile
| Posizione                         | Nome                  | Nazione     | Punteggio | Programma Corto | Programma Corto | Programma Libero | Programma Libero |
| --------------------------------- | --------------------- | ----------- | --------- | --------------- | --------------- | ---------------- | ---------------- |
| 1                                 | Javier Fernández      | Spagna      | 295.55    | 1               | 103.82          | 1                | 191.73           |
| 2                                 | Dmitri Aliev          | Russia      | 274.06    | 2               | 91.33           | 2                | 182.73           |
| 3                                 | Michail Koljada       | Russia      | 258.90    | 4               | 83.41           | 3                | 175.49           |
| 4                                 | Deniss Vasiļjevs      | Lettonia    | 243.52    | 3               | 85.11           | 5                | 158.41           |
| 5                                 | Oleksii Bychenko      | Israele     | 238.44    | 8               | 74.97           | 4                | 163.47           |
| 6                                 | Alexander Samarin     | Russia      | 229.81    | 9               | 74.25           | 6                | 155.56           |
| 7                                 | Alexander Majorov     | Svezia      | 225.86    | 12              | 71.28           | 7                | 154.58           |
| 8                                 | Michal Březina        | Rep. Ceca   | 225.20    | 10              | 72.72           | 8                | 152.48           |
| 9                                 | Matteo Rizzo          | Italia      | 219.43    | 6               | 78.26           | 9                | 141.17           |
| 10                                | Jorik Hendrickx       | Belgio      | 218.17    | 5               | 78.56           | 12               | 139.61           |
| 11                                | Chafik Besseghier     | Francia     | 211.17    | 13              | 70.35           | 10               | 140.82           |
| 12                                | Moris Qvitelashvili   | Georgia     | 210.47    | 7               | 76.74           | 14               | 133.73           |
| 13                                | Phillip Harris        | Regno Unito | 208.22    | 15              | 67.77           | 11               | 140.45           |
| 14                                | Romain Ponsart        | Francia     | 200.72    | 20              | 61.45           | 13               | 139.27           |
| 15                                | Slavik Hayrapetyan    | Armenia     | 196.63    | 14              | 69.49           | 16               | 127.14           |
| 16                                | Paul Fentz            | Germania    | 194.97    | 11              | 72.54           | 17               | 122.43           |
| 17                                | Irakli Maysuradze     | Georgia     | 191.22    | 18              | 63.69           | 15               | 127.53           |
| 18                                | Stéphane Walker       | Svizzera    | 185.41    | 16              | 65.96           | 20               | 119.45           |
| 19                                | Valtter Virtanen      | Finlandia   | 181.77    | 24              | 60.23           | 18               | 121.54           |
| 20                                | Felipe Montoya        | Spagna      | 181.72    | 22              | 61.23           | 19               | 120.49           |
| 21                                | Daniel Albert Naurits | Estonia     | 176.10    | 23              | 60.76           | 21               | 115.34           |
| 22                                | Sondre Oddvoll Bøe    | Norvegia    | 170.64    | 19              | 61.85           | 22               | 108.79           |
| 23                                | Burak Demirboga       | Turchia     | 167.22    | 21              | 61.27           | 23               | 105.95           |
| 24                                | Ihor Reznichenko      | Polonia     | 165.65    | 17              | 63.96           | 24               | 101.69           |
| Eliminati dopo il programma corto |                       |             |           |                 |                 |                  |                  |
| 25                                | Yaroslav Paniot       | Ucraina     | 60.07     | 25              | 60.07           | N.D.             | N.D.             |
| 26                                | Daniel Samohin        | Israele     | 59.18     | 26              | 59.18           | N.D.             | N.D.             |
| 27                                | Nicholas Vrdoljak     | Croazia     | 58.30     | 27              | 58.30           | N.D.             | N.D.             |
| 28                                | Jiří Bělohradský      | Rep. Ceca   | 58.30     | 28              | 58.30           | N.D.             | N.D.             |
| 29                                | Michael Neuman        | Slovacchia  | 57.44     | 29              | 57.44           | N.D.             | N.D.             |
| 30                                | Thomas Kennes         | Paesi Bassi | 54.65     | 30              | 54.65           | N.D.             | N.D.             |
| 31                                | Davide Lewton Brain   | Monaco      | 54.64     | 31              | 54.64           | N.D.             | N.D.             |
| 32                                | Larry Loupolover      | Azerbaigian | 52.44     | 32              | 52.44           | N.D.             | N.D.             |
| 33                                | Alexander Maszljanko  | Ungheria    | 52.01     | 33              | 52.01           | N.D.             | N.D.             |
| 34                                | Nicky Obreykov        | Bulgaria    | 50.24     | 34              | 50.24           | N.D.             | N.D.             |
| 35                                | Yakau Zenko           | Bielorussia | 47.26     | 35              | 47.26           | N.D.             | N.D.             |
| 36                                | Conor Stakelum        | Irlanda     | 43.05     | 36              | 43.05           | N.D.             | N.D.             |
| WD                                | Peter Liebers         | Germania    | N.D.      | N.D.            |                 |                  |                  |

### Singolo Femminile
| Posizione                         | Nome                     | Nazione     | Punteggio | Programma Corto | Programma Corto | Programma Libero | Programma Libero |
| --------------------------------- | ------------------------ | ----------- | --------- | --------------- | --------------- | ---------------- | ---------------- |
| 1                                 | Alina Zagitova           | Russia      | 238.24    | 1               | 80.27           | 1                | 157.97           |
| 2                                 | Evgenia Medvedeva        | Russia      | 232.86    | 2               | 78.57           | 2                | 154.29           |
| 3                                 | Carolina Kostner         | Italia      | 204.25    | 3               | 78.30           | 4                | 125.95           |
| 4                                 | Maria Sotskova           | Russia      | 200.81    | 4               | 68.70           | 3                | 132.11           |
| 5                                 | Loena Hendrickx          | Belgio      | 176.91    | 8               | 55.13           | 5                | 121.78           |
| 6                                 | Nicole Rajičová          | Slovacchia  | 171.90    | 5               | 61.01           | 6                | 110.89           |
| 7                                 | Alexia Paganini          | Svizzera    | 161.62    | 9               | 54.95           | 9                | 106.67           |
| 8                                 | Maé-Bérénice Méité       | Francia     | 159.70    | 10              | 54.14           | 10               | 105.56           |
| 9                                 | Emmi Peltonen            | Finlandia   | 159.48    | 11              | 52.68           | 8                | 106.80           |
| 10                                | Nicole Schott            | Germania    | 157.84    | 18              | 48.37           | 7                | 109.47           |
| 11                                | Laurine Lecavelier       | Francia     | 154.11    | 7               | 55.36           | 12               | 98.75            |
| 12                                | Eliška Březinová         | Rep. Ceca   | 149.69    | 12              | 52.06           | 14               | 97.63            |
| 13                                | Ivett Tóth               | Ungheria    | 148.98    | 15              | 50.70           | 13               | 98.28            |
| 14                                | Viveca Lindfors          | Finlandia   | 147.89    | 14              | 51.62           | 17               | 96.27            |
| 15                                | Micol Cristini           | Italia      | 147.80    | 19              | 48.22           | 11               | 99.58            |
| 16                                | Lea Johanna Dastich      | Germania    | 146.82    | 16              | 49.89           | 15               | 96.93            |
| 17                                | Anita Östlund            | Svezia      | 145.14    | 6               | 56.04           | 20               | 89.10            |
| 18                                | Anne Line Gjersem        | Norvegia    | 142.68    | 17              | 48.70           | 18               | 93.98            |
| 19                                | Giada Russo              | Italia      | 142.38    | 23              | 45.81           | 16               | 96.57            |
| 20                                | Daša Grm                 | Slovenia    | 137.31    | 20              | 47.40           | 19               | 89.91            |
| 21                                | Pernille Sørensen        | Danimarca   | 133.94    | 24              | 45.76           | 21               | 88.18            |
| 22                                | Elžbieta Kropa           | Lituania    | 133.87    | 21              | 46.06           | 22               | 87.81            |
| 23                                | Anna Khnychenkova        | Ucraina     | 132.70    | 13              | 51.84           | 23               | 80.86            |
| 24                                | Silvia Hugec             | Slovacchia  | 123.45    | 22              | 45.98           | 24               | 77.47            |
| Eliminati dopo il programma corto |                          |             |           |                 |                 |                  |                  |
| 25                                | Kristina Škuleta-Gromova | Estonia     | 45.74     | 25              | 45.74           | N.D.             | N.D.             |
| 26                                | Kyarha van Tiel          | Paesi Bassi | 45.28     | 26              | 45.28           | N.D.             | N.D.             |
| 27                                | Natasha McKay            | Regno Unito | 45.12     | 27              | 45.12           | N.D.             | N.D.             |
| 28                                | Fruzsina Medgyesi        | Ungheria    | 44.71     | 28              | 44.71           | N.D.             | N.D.             |
| 29                                | Julia Sauter             | Romania     | 44.57     | 29              | 44.57           | N.D.             | N.D.             |
| 30                                | Natalie Klotz            | Austria     | 43.53     | 30              | 43.53           | N.D.             | N.D.             |
| 31                                | Matilda Algotsson        | Svezia      | 43.28     | 31              | 43.28           | N.D.             | N.D.             |
| 32                                | Sıla Saygı               | Turchia     | 43.05     | 32              | 43.05           | N.D.             | N.D.             |
| 33                                | Valentina Matos          | Spagna      | 39.66     | 33              | 39.66           | N.D.             | N.D.             |
| 34                                | Elżbieta Gabryszak       | Polonia     | 38.00     | 34              | 38.00           | N.D.             | N.D.             |
| 35                                | Kim Cheremsky            | Azerbaigian | 37.61     | 35              | 37.61           | N.D.             | N.D.             |
| 36                                | Diāna Ņikitina           | Lettonia    | 36.71     | 36              | 36.71           | N.D.             | N.D.             |
| 37                                | Antonina Dubinina        | Serbia      | 36.69     | 37              | 36.69           | N.D.             | N.D.             |
| 38                                | Aimee Buchanan           | Israele     | 33.87     | 38              | 33.87           | N.D.             | N.D.             |
| 39                                | Presiyana Dimitrova      | Bulgaria    | 24.76     | 39              | 24.76           | N.D.             | N.D.             |
| WD                                | Charlotte Vandersarren   | Belgio      | N.D.      | N.D.            | N.D.            | N.D.             | N.D.             |

### Coppie
| Posizione | Nome                                     | Nazione     | Punteggio | Programma Corto | Programma Corto | Programma Libero | Programma Libero |
| --------- | ---------------------------------------- | ----------- | --------- | --------------- | --------------- | ---------------- | ---------------- |
| 1         | Evgenija Tarasova / Vladimir Morozov     | Russia      | 221.60    | 5               | 70.37           | 1                | 151.23           |
| 2         | Ksenija Stolbova / Fëdor Klimov          | Russia      | 211.01    | 3               | 72.05           | 2                | 138.96           |
| 3         | Natalia Zabiiako / Alexander Enbert      | Russia      | 210.18    | 2               | 72.95           | 3                | 137.23           |
| 4         | Vanessa James / Morgan Ciprès            | Francia     | 210.17    | 1               | 75.52           | 4                | 134.65           |
| 5         | Valentina Marchei / Ondřej Hotárek       | Italia      | 204.20    | 4               | 71.89           | 5                | 132.31           |
| 6         | Nicole Della Monica / Matteo Guarise     | Italia      | 192.38    | 6               | 64.53           | 6                | 127.85           |
| 7         | Miriam Ziegler / Severin Kiefer          | Austria     | 181.75    | 7               | 63.94           | 7                | 117.81           |
| 8         | Annika Hocke / Ruben Blommaert           | Germania    | 170.21    | 9               | 57.05           | 8                | 113.16           |
| 9         | Paige Conners / Evgeni Krasnopolski      | Israele     | 163.55    | 10              | 52.32           | 9                | 111.23           |
| 10        | Lola Esbrat / Andrei Novoselov           | Francia     | 160.47    | 8               | 57.48           | 10               | 102.99           |
| 11        | Laura Barquero / Aritz Maestu            | Spagna      | 152.08    | 11              | 51.46           | 11               | 100.62           |
| 12        | Lana Petranović / Antonio Souza-Kordeiru | Croazia     | 134.97    | 13              | 45.72           | 12               | 89.25            |
| 13        | Ioulia Chtchetinina / Mikhail Akulov     | Svizzera    | 130.09    | 12              | 46.57           | 13               | 83.52            |
| 14        | Sofiya Karagodina / Semyon Stepanov      | Azerbaigian | 117.95    | 14              | 41.58           | 14               | 76.37            |

### Danza
| Posizione                         | Nome                                         | Nazione     | Punteggio | Programma Corto | Programma Corto | Programma Libero | Programma Libero |
| --------------------------------- | -------------------------------------------- | ----------- | --------- | --------------- | --------------- | ---------------- | ---------------- |
| 1                                 | Gabriella Papadakis / Guillaume Cizeron      | Francia     | 203.16    | 1               | 81.29           | 1                | 121.87           |
| 2                                 | Ekaterina Bobrova / Dmitri Soloviev          | Russia      | 187.13    | 4               | 74.43           | 2                | 112.70           |
| 3                                 | Alexandra Stepanova / Ivan Bukin             | Russia      | 184.86    | 2               | 75.38           | 3                | 109.48           |
| 4                                 | Anna Cappellini / Luca Lanotte               | Italia      | 180.65    | 3               | 74.76           | 5                | 105.89           |
| 5                                 | Charlène Guignard / Marco Fabbri             | Italia      | 177.75    | 5               | 71.58           | 4                | 106.17           |
| 6                                 | Tiffany Zahorski / Jonathan Guerreiro        | Russia      | 168.45    | 8               | 65.35           | 6                | 103.10           |
| 7                                 | Penny Coomes / Nicholas Buckland             | Regno Unito | 168.42    | 6               | 69.45           | 9                | 98.97            |
| 8                                 | Sara Hurtado / Kirill Khaliavin              | Spagna      | 165.03    | 7               | 66.60           | 10               | 98.43            |
| 9                                 | Laurence Fournier Beaudry / Nikolaj Sørensen | Danimarca   | 164.90    | 9               | 65.03           | 7                | 99.87            |
| 10                                | Natalia Kaliszek / Maksym Spodyriev          | Polonia     | 164.48    | 10              | 64.80           | 8                | 99.68            |
| 11                                | Oleksandra Nazarova / Maksym Nikitin         | Ucraina     | 156.35    | 11              | 63.20           | 12               | 93.15            |
| 12                                | Marie-Jade Lauriault / Romain Le Gac         | Francia     | 154.04    | 14              | 58.99           | 11               | 95.05            |
| 13                                | Alisa Agafonova / Alper Uçar                 | Turchia     | 152.10    | 12              | 59.30           | 13               | 92.80            |
| 14                                | Anna Yanovskaya / Adam Lukacs                | Ungheria    | 148.69    | 13              | 59.13           | 14               | 89.56            |
| 15                                | Cecilia Törn / Jussiville Partanen           | Finlandia   | 145.60    | 16              | 57.73           | 15               | 87.87            |
| 16                                | Angélique Abachkina / Louis Thauron          | Francia     | 139.74    | 15              | 58.14           | 17               | 81.60            |
| 17                                | Lucie Myslivečková / Lukáš Csölley           | Slovacchia  | 136.51    | 17              | 54.71           | 16               | 81.80            |
| 18                                | Jasmine Tessari / Francesco Fioretti         | Italia      | 133.00    | 18              | 54.25           | 19               | 78.75            |
| 19                                | Tina Garabedian / Simon Proulx-Sénécal       | Armenia     | 131.30    | 20              | 51.77           | 18               | 79.53            |
| 20                                | Viktoria Kavaliova / Yurii Bieliaiev         | Bielorussia | 128.38    | 19              | 53.64           | 20               | 74.74            |
| Eliminati dopo il programma corto |                                              |             |           |                 |                 |                  |                  |
| 21                                | Justyna Plutowska / Jeremie Flemin           | Polonia     | 49.91     | 21              | 49.91           | N.D.             | N.D.             |
| 22                                | Darya Popova / Volodymyr Byelikov            | Ucraina     | 46.68     | 22              | 46.68           | N.D.             | N.D.             |
| 23                                | Victoria Manni / Carlo Röthlisberger         | Svizzera    | 46.30     | 23              | 46.30           | N.D.             | N.D.             |
| 24                                | Guostė Damulevičiūtė / Deividas Kizala       | Lituania    | 45.12     | 24              | 45.12           | N.D.             | N.D.             |
| 25                                | Cortney Mansour / Michal Češka               | Rep. Ceca   | 43.37     | 25              | 43.37           | N.D.             | N.D.             |
| 26                                | Teodora Markova / Simon Daze                 | Bulgaria    | 41.99     | 26              | 41.99           | N.D.             | N.D.             |
| 27                                | Katerina Bunina / German Frolov              | Estonia     | 41.53     | 27              | 41.53           | N.D.             | N.D.             |
| 28                                | Adel Tankova / Ronald Zilberberg             | Israele     | 40.20     | 28              | 40.20           | N.D.             | N.D.             |
| 29                                | Aurelija Ipolito / Malcolm Jones             | Lettonia    | 37.47     | 29              | 37.47           | N.D.             | N.D.             |
| 30                                | Malin Malmberg / Thomas Nordahl              | Svezia      | 34.95     | 30              | 34.95           | N.D.             | N.D.             |
| WD                                | Kavita Lorenz / Joti Polizoakis              | Germania    | N.D.      | N.D.            | N.D.            | N.D.             | N.D.             |